# Тротуари Нью-Йорка
«Тротуари Нью-Йорка» (англ. Sidewalks of New York) — американська кримінальна кінокомедія Зіона Маєрса 1931 року.

## Сюжет
Багатий домовласник, намагаючись справити враження на дівчину з бідного району, вирішує допомогти дітям бідняків. Він будує для них спортзал, огрганізовує спектаклі і тому подібне. Але хлопчиська зовсім не хочуть такої допомоги.

## У ролях
- Бастер Кітон — Гармон
- Аніта Пейдж — Мегі
- Кліфф Едвардс — Поглі
- Френк Роуен — Батч
- Норман Філліпс — Кліппер
- Френк ЛаРу — сержант
- Оскар Апфель — суддя
- Сід Сейлор — Малвані
- Кларк Маршалл — Лефті